# Angiactis littoralis
Angiactis littoralis är en svampart som först beskrevs av Kantvilas, och fick sitt nu gällande namn av Aptroot & Sparrius. Angiactis littoralis ingår i släktet Angiactis och familjen Roccellaceae.   Inga underarter finns listade i Catalogue of Life.